# 京都府道40号下鴨静原大原線
京都府道40号下鴨静原大原線（きょうとふどう40ごう しもがもしずはらおおはらせん）は、京都府京都市左京区下鴨本町から同区大原上野町に至る主要地方道に指定された府道である。

## 概要
別名、下鴨本通 - 北山通 - 鞍馬街道

### 路線データ
- 起点：京都市左京区下鴨本町[1]（下鴨本通北大路交差点＝国道367号交点、京都府道32号下鴨京都停車場線終点[2]）
- 終点：京都市左京区大原上野町[1]（国道367号交点、京都府道108号草生上野線終点[3]）
- 重要な経過地：なし[1]

## 歴史
本路線は、道路法（昭和27年法律第180号）第7条の規定に基づいた京都府の一般府道として1959年（昭和34年）に京都府が初めて認定した282路線のうちの1つである大原静原下鴨線を前身としている。認定当初の終点は府道銀閣寺大将軍線交点の河原町今出川交差点にあったが、同法第56条の規定に基づき、1964年（昭和39年）の第2次主要地方道指定時に建設省が府道大原静原下鴨線の一部を下鴨京都停車場線の一部として主要地方道に指定したのを受け、一部を同路線に編入することになったが、この時点で府道大原静原下鴨線は変更されず府道下鴨京都停車場線と重用する形で継続となった。さらに、1982年（昭和57年）の第5次主要地方道指定時に建設省が大原静原下鴨線を下鴨静原大原線として主要地方道に指定したのを受け、京都府が起点と終点を反転した上で府道下鴨京都停車場線との重用区間を除外する形で路線名も下鴨静原大原線に変更して現在に至る。

### 年表
- 1959年（昭和34年）12月18日 - 京都府が大原静原下鴨線（左京区大原上野町 - 上京区青龍町、整理番号：一般地方道3号）として府道路線認定[4][注釈 1]。
- 1964年（昭和39年）12月28日 - 建設省が府道京都停車場線や府道大原静原下鴨線の一部をはじめとした複数の路線を下鴨京都停車場線として主要地方道に指定[5]。
- 1967年（昭和42年）2月10日 - 京都府が下鴨京都停車場（京都市左京区下鴨本町 - 国鉄京都停車場、整理番号：主要地方道32号）として府道路線を認定[6]、建設省の指定内容により終点側[注釈 2]に京都府道32号下鴨京都停車場線との重用区間が生ずることとなる[5]。
- 1982年（昭和57年）4月1日 - 建設省が大原静原下鴨線を下鴨静原大原線（京都市左京区下鴨本町 - 京都市左京区大原上野町）として主要地方道に指定[7]。
- 1983年（昭和58年）2月1日 - 京都府が府道路線を認定した告示の一部を改正し、同日まで榛原笠置線[注釈 3]に割り当てられていた主要地方道40号に下鴨静原大原線を充て、一般地方道3号大原静原下鴨線を削除する形で主要地方道として発効[1]。この際に起点を京都市左京区下鴨本町とし[1]、京都府道32号下鴨京都停車場線との重用関係を解消。

## 地理

### 通過する自治体
- 京都府
  - 京都市（左京区 - 北区 - 左京区 - 北区 - 左京区）

### 交差する道路

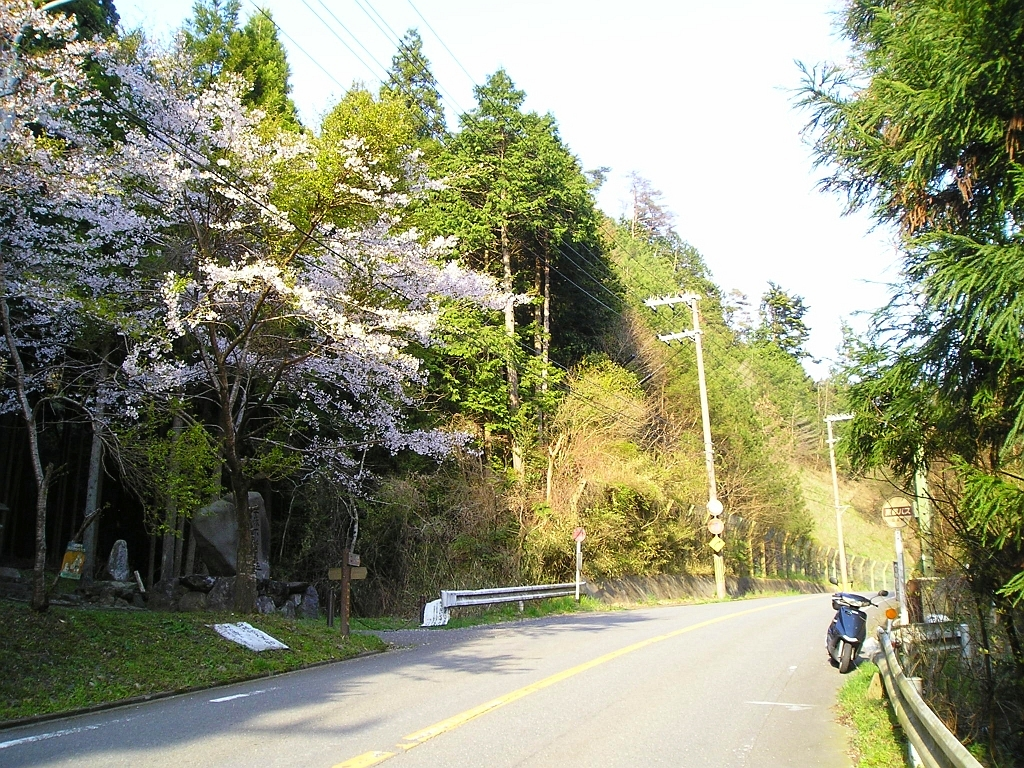
江文峠

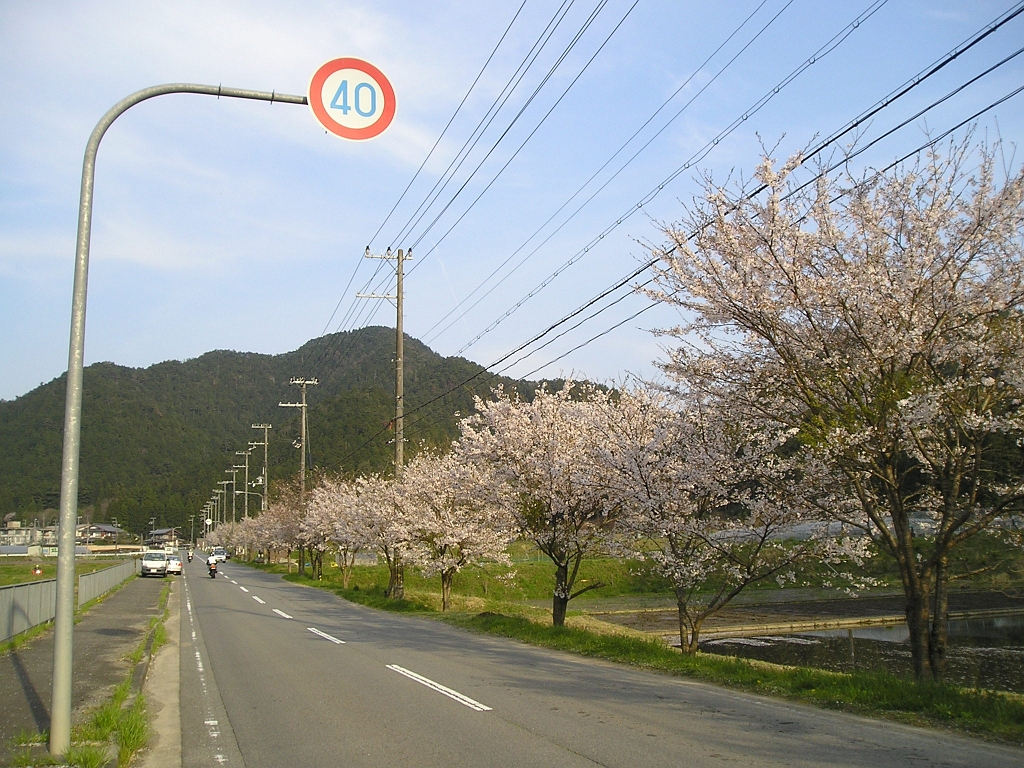
静原付近

- 国道367号（北大路通）・京都府道32号下鴨京都停車場線（下鴨本通）：京都市左京区下鴨本町・下鴨本通北大路交差点（起点）
- 京都府道103号上賀茂山端線（北山通）：京都市左京区下鴨南野々神町・下鴨本通北山交差点 - 同市北区上賀茂深泥池町（重用）
- 京都府道106号神山岩倉停車場線（一部、都市計画道路幡枝葵森線）：京都市左京区静市市原町 - 同市北区上賀茂神山（重用）
- 京都府道38号京都広河原美山線：京都市左京区静市市原町 - 同区静市野中町（重用）
- 京都府道108号草生上野線：京都市左京区大原野村町 - 同区大原上野町（終点まで重用）
- 国道367号（鯖街道）：京都市左京区大原上野町（終点）

### 峠
- 江文峠

### 沿線
京都市左京区
- 京都府立洛北高等学校・附属中学校
- 京都府立大学
- 京都府立京都学・歴彩館
- 京都ノートルダム女子大学
- ノートルダム学院小学校
- 京都市営地下鉄烏丸線 北山駅
- 京都府立総合資料館
- 京都コンサートホール
- 京都府立植物園

京都市北区
- 深泥池

京都市左京区
- 円通寺
- 幡枝八幡宮
- 叡山電鉄鞍馬線 京都精華大前駅
- 京都精華大学

京都市北区
- 総合地球環境学研究所

京都市左京区
- 叡山電鉄鞍馬線 二軒茶屋駅
- 叡山電鉄鞍馬線 市原駅
- 京都市立市原野小学校
- 京都市立静原小学校
- 江文神社
- 高野川